# Euphyia phaedra
Euphyia phaedra är en fjärilsart som beskrevs av Edward Meyrick 1891. Euphyia phaedra ingår i släktet Euphyia och familjen mätare. Inga underarter finns listade i Catalogue of Life.